# Kazimierz Nestor Sapieha

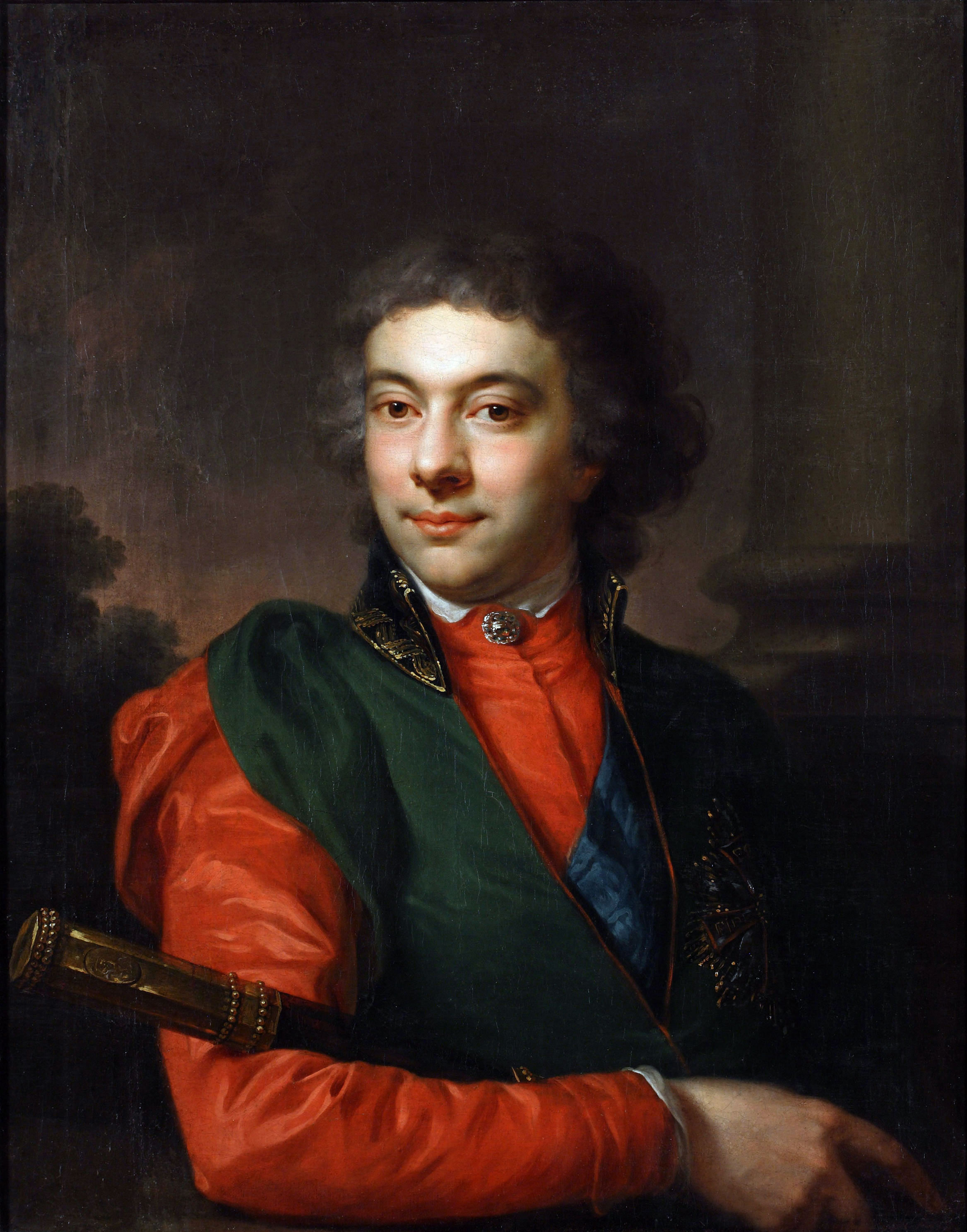
Kazimierz Nestor Sapieha, gemalt von Józef Pitschmann

Kazimierz Nestor Sapieha (* 14. Februar 1757; † 25. Mai 1798 in Wien) war ein polnischer Generaladjutant und Marschall. Er war Unterzeichner der Verfassung vom 3. Mai 1791, Freimaurer sowie Mitglied des Malteserordens.

## Leben und Wirken
Sapieha entstammte der Magnatenfamilie der Sapieha. Er war ein Sohn von Jan Sapieha und der Elżbieta z Branickich Sapieżyna. Er studierte 1767–1771 an der Warschauer Kadettenschule. Seine Mutter, die Geliebte des polnischen Königs Stanislaus II. August Poniatowski war, verleitete diesen, ihren Sohn bereits mit 18 Jahren zum General zu machen. 1778 und 1786 war er Sejm-Abgeordneter. Ab 1788 nahm er am Vierjährigen Sejm teil. Von 1789 bis 1794 war er zudem Großmeister der Freimaurerloge Grand Orient Polen-Litauens. Am 3. Mai 1791 war er einer der Unterzeichner der Verfassung. Er sprach sich für die Fortsetzung des Russisch-Polnischen Kriegs von 1792 aus, um die Verfassung zu retten. Gleichzeitig verurteilte er den Beitritt König Poniatowskis zur Konföderation von Targowica. Nach der polnischen Niederlage ging er ins Exil. Am Kościuszko-Aufstand nahm er aktiv teil. Nach dessen Niederschlagung ging er endgültig nach Wien ins Exil.